# Artur III, duque da Bretanha
Artur III, mais conhecido como Artur de Richemont (em bretão:  Arzhur III; Château de Suscinio, 24 de agosto de 1393 — Nantes, 26 de dezembro de 1458), foi por pouco tempo Duque da Bretanha de 1457 até sua morte. É conhecido principalmente por seu papel como principal comandante militar durante a Guerra dos Cem Anos. Embora Richemont tenha ficado uma vez brevemente ao lado dos ingleses, ele permaneceu firmemente comprometido com a Casa de Valois. Lutou ao lado de Joana d'Arc e foi nomeado Condestável da França. Suas reformas militares e administrativas no Estado francês foram um fator importante para garantir a derrota final dos ingleses na Guerra dos Cem Anos.
O nome Richemont reflete o fato de que ele herdou o título inglês de conde de Richmond, que foi preservado por anteriores duques da Bretanha, mas seu mandato nunca foi reconhecido pela coroa inglesa. No final de sua vida, ele se tornou duque da Bretanha e conde de Montfort, após herdar esses títulos com a morte de seu sobrinho Pedro II. Richemont não teve nenhum herdeiro legítimo e foi sucedido no ducado por seu outro sobrinho, Francisco II.

## Biografia
Artur era o filho mais novo do duque João V e de sua terceira esposa Joana de Navarra, e portanto membro da Casa Ducal de Montfort. Artur nasceu no Château de Suscinio. Após a morte de seu pai, sua mãe casou-se novamente com Henrique IV da Inglaterra e tornou-se rainha (viúva) da Inglaterra.
Apenas um ano antes de sua própria morte, Artur sucedeu seu sobrinho Pedro II como duque. Artur também era conde titular de Richmond; o condado costumava ser concedido aos duques da Bretanha, mas depois da morte do pai de Artur, os ingleses se recusaram a reconhecer seus herdeiros como condes. No entanto, eles continuaram a se intitular "Conde de Richmond", enquanto o título do pariato inglês foi dado a João de Lencastre, Duque de Bedford, da dinastia Plantageneta (1389-1435) em 1414.
Artur foi uma figura importante na corte francesa durante a Guerra dos Cem Anos, mesmo antes de se tornar duque da Bretanha.
Artur aliou-se à facção política dos armagnacs contra os borguinhões durante a conflito civil na França, que durou de 1410 a 1414. Passou a servir o Delfim Luís, Duque de Guyenne, de quem se tornou amigo íntimo e com quem mais tarde se casou com a viúva. Ele lucrou com sua posição na corte para obter a tenência da Bastilha, o governo do ducado de Némours e os territórios confiscados de Jean Larchevêque, senhor de Parthenay. Lutou na Batalha de Azincourt em 25 de outubro de 1415, onde foi ferido e capturado. Sua mãe, a rainha viúva Joana, tentou sem sucesso libertá-lo, apenas para piorar seu relacionamento com seu enteado Henrique V da Inglaterra. Foi libertado pelos ingleses em 1420 e ajudou a persuadir seu irmão, o duque João, a assinar o Tratado de Troyes. Em 1422, os ingleses lhe deram o título de duque de Touraine. No entanto, como os ingleses se recusaram a dar-lhe um alto comando, ele posteriormente retornou à aliança do Delfim da França em 1424, e foi nomeado Condestável da França com o apoio de Iolanda de Aragão em 1425.
Artur agora persuadiu seu irmão, João V, Duque da Bretanha, a concluir o Tratado de Saumur com Carlos VII da França (7 de outubro de 1425). Mas embora visse com bastante clareza as medidas necessárias para o sucesso, carecia de temperamento e de meios para executá-las. A paz celebrada entre João e os ingleses em setembro de 1427, ao lado de sua tenacidade e mau humor, levou à sua expulsão da corte, onde Georges de La Trémoille, que ele próprio havia recomendado ao rei, permaneceu supremo por seis anos, durante os quais Artur tentou em vão derrubá-lo.
Como Condestável da França, Artur lutou ao lado de Joana d'Arc durante sua vitória na Batalha de Patay em 18 de junho de 1429. Ele se juntou a seu irmão João no cerco de Pouancé em 1432, onde notavelmente, mas relutantemente lutou ao lado de capitães ingleses, uma vez que o duque da Bretanha era aliado dos ingleses na época. Nessa ocasião, ele recebeu uma oferta do duque de Bedford (que esperava explorar o conflito entre Richemont e la Trémoille), que incluía as terras de Trémoille em Poitou em troca de ele trocar de lado. Poitou não estava em mãos inglesas; ainda assim, ele achou mais prudente confiscar essas terras por meios menos extenuantes. Em 5 de março de 1432, Carlos VII concluiu com ele e com a Bretanha o Tratado de Rennes; mas foi somente em junho do ano seguinte que Trémoille foi deposto. Artur então retomou a guerra contra os ingleses e, ao mesmo tempo, tomou medidas vigorosas contra os bandos de soldados e camponeses saqueadores conhecidos como routiers ou écorcheurs.
Em 1435, recuperou sua influência na corte francesa e ajudou a organizar o Tratado de Arras entre Carlos VII e Filipe III, duque da Borgonha. Este tratado cimentou a paz entre a França e a Borgonha, levando à derrota dos ingleses. Ele foi comandante do exército francês na Batalha de Formigny em 15 de abril de 1450, a penúltima batalha da Guerra dos Cem Anos que selou a reconquista da Normandia. Após a batalha, ele sitiou Caen com sucesso.
Foi só em maio de 1444 que o Tratado de Tours deu-lhe tempo livre para realizar a reorganização do exército que há muito projetava. Ele agora criou as compagnies d'ordonnance e se esforçou para organizar a milícia dos arqueiros francos. Essa reforma surtiu efeito nas lutas que se seguiram. Aliado a seu sobrinho, o duque da Bretanha, reconquistou, durante os meses de setembro e outubro de 1449, quase todo o Cotentin; e depois da Batalha de Formigny recuperou para a França toda a Normandia, que pelos próximos seis ou sete anos foi sua tarefa defender dos ataques ingleses. Com a morte de seu sobrinho Pedro II, em 22 de setembro de 1457, ele se tornou duque da Bretanha e, embora mantendo seu cargo de Condestável da França, recusou, como seus predecessores, homenagear o rei francês por seu ducado. Ele reinou pouco mais de um ano, morrendo em 26 de dezembro de 1458.

### Família
Artur foi casado três vezes.
Suas esposas foram as seguintes:
1. Casou em Dijon em 10 de outubro de 1423 com Margarida da Borgonha (morreu em 1441), filha de João, Duque da Borgonha[4] e viúva do Delfim Luís, Duque de Guyenne.
2. Casou em Nérac aproximadamente em 29 de agosto de 1442 com Joana de Albret (morreu em 1444), filha de Carlos II, Conde de Dreux
3. Casou em 2 de julho de 1445 com Catarina de Luxemburgo-Saint-Pol (morreu em 1492), filha de Pedro de Luxemburgo, Conde de Saint-Pol

Artur teve também uma filha natural, chamada Jaqueline que foi legitimada em 1443.

## Sucessão
Artur morreu sem deixar descendência legítima conhecida. Foi sucedido como o Duque da Bretanha por seu sobrinho Francisco II, Conde de Étampes.